# Александар Алексејев
Александар Николајевич Алексејев (рус. Александр Николаевич Алексеев; 5. фебруар 1951) руски је дипломата, бивши амбасадор Руске Федерације у Државној заједници Србији и Црној Гори и Републици Србији од 2004. до 2008.